# Erolzheim
Erolzheim è un comune tedesco di 3 405 abitanti situato nel land del Baden-Württemberg.